# Георги Минчев (футболист, р. 1954)
Вижте пояснителната страница за други личности с името Георги Минчев.
Георги Минчев Иванов (роден на 14 май 1954) е бивш български футболист, полузащитник. По време на състезателната си кариера играе за Спартак (Варна) и Славия (София). Има 247 мача и 58 гола в А група, както и 3 мача за националния отбор.

## Биография
Вицешампион на България през 1980 с отбора на Славия, бронзов медалист през 1975 и 1982 г.
Носител на Купата на България за 1975 и 1980 и финалист през 1981 г.
Четвъртфиналист в турнира за Купата на националните купи през 1981 г.
Балкански клубен финалист и носител на Купа Интертото през 1977 г.

## Успехи
Славия (София)
- Национална купа –  Носител (2): 1974/75, 1979/80